# Rundēni
Rundēni (ryska: Рундени) är en ort i Lettland.   Den ligger i kommunen Ludzas Rajons, i den östra delen av landet, 240 km öster om huvudstaden Riga. Rundēni ligger 200 meter över havet och antalet invånare är 271.
Terrängen runt Rundēni är platt. Runt Rundēni är det mycket glesbefolkat, med 6 invånare per kvadratkilometer. Det finns inga andra samhällen i närheten. Omgivningarna runt Rundēni är en mosaik av jordbruksmark och naturlig växtlighet.